# 34779 Chungchiyung
34779 Chungchiyung è un asteroide della fascia principale. Scoperto nel 2001, presenta un'orbita caratterizzata da un semiasse maggiore pari a 2,2814120 au e da un'eccentricità di 0,0813672, inclinata di 6,17866° rispetto all'eclittica.
L'asteroide è dedicato alla cinese di Hong Kong Chung Chi-Yung.